# 美月まい
美月 まい（みつき まい、1995年11月11日 - )は、日本のAV女優。Krone所属。

## 略歴
2018年5月17日、「現役声優」との触れ込みで初の映像作品となるイメージビデオ『Mai 声を聴かせて』(REbecca）をリリース。
その後2018年5月25日に『新人！！現役若手声優がAVデビュー 〜泣き虫AV女優誕生の軌跡〜』で、MAX-Aの専属女優としてAVデビューを果たした。
2019年1月、設定だけでなく、別名義で声優としても活動していることをツイート。

## 作品

### イメージビデオ
- Mai 声を聴かせて（REbecca、2018年5月17日）

### アダルトビデオ

#### 2018年
- 新人！！現役若手声優がAVデビュー 〜泣き虫AV女優誕生の軌跡〜（MAX-A、5月25日）
- 現役声優を辱めたらビクビク痙攣して感じまくるので、そのままイカセ調教！！（MAX-A、6月25日）
- パイパン現役声優が大絶叫イキまくりSEX！！（MAX-A、7月25日）
- 現役声優の人生初！生中出しSEX密着ドキュメント！！ 美月まい（MAX-A、8月25日）
- 羞恥絶叫ウォータースライダー（ROCKET、10月11日）